# گلینث
گلینث (به انگلیسی: Glynneath) یک شهرک در ولز است که در نیث پورت تالبوت واقع شده‌است. گلینث ۴٬۲۷۸ نفر جمعیت دارد.